# Bruce Davey
Pour les articles homonymes, voir Davey.
Bruce Davey est un producteur de cinéma australien, né à Sydney.

## Biographie
Associé de Mel Gibson dans Icon Productions, Davey a produit beaucoup de films comme Apocalypto, La Passion du Christ, et Braveheart, pour lequel il a gagné un Oscar. 
Davey a commencé comme manager de Mel Gibson, après avoir été recommandé par l'entraîneur de l'acteur sur le tournage de Gallipoli. Après cela, les deux hommes ont fondé Icon en 1989.

## Filmographie

### Comme producteur
- 1990 : Hamlet
- 1992 : Forever Young
- 1993 : L'Homme sans visage (The Man Without a Face)
- 1993 : Airborne de Rob S. Bowman
- 1994 : Maverick
- 1994 : Ludwig van B. (Immortal Beloved)
- 1995 : Braveheart
- 1995 : Dad and Dave: On Our Selection
- 1997 : Anna Karénine (Anna Karenina)
- 1997 : 187 code meurtre (One Eight Seven)
- 1997 : Le Mystère des fées : Une histoire vraie (FairyTale: A True Story)
- 1999 : Payback
- 1999 : Un mari idéal (An Ideal Husband)
- 1999 : Le Voyage de Félicia (Felicia's Journey)
- 2000 : The Million Dollar Hotel
- 2000 : Kevin & Perry (Kevin & Perry Go Large)
- 2000 : The Three Stooges (TV)
- 2000 : L'Élue (Bless the Child)
- 2000 : Ce que veulent les femmes (What Women Want)
- 2000 : Le Gâteau magique (The Magic Pudding)
- 2001 : The Martins
- 2001 : Invincible (TV)
- 2002 : Nous étions soldats (We Were Soldiers)
- 2003 : Family Curse (TV)
- 2003 : The Singing Detective
- 2003 : Blackball
- 2004 : La Passion du Christ (The Passion of the Christ)
- 2004 : Gladiatress
- 2004 : Paparazzi
- 2004 : Clubhouse (série TV)
- 2005 : The Dive from Clausen's Pier (TV)
- 2005 : Romance and Cigarettes
- 2005 : Leonard Cohen: I'm Your Man
- 2006 : Seraphim Falls
- 2006 : Apocalypto
- 2016 : Tu ne tueras point (Hacksaw Ridge) de Mel Gibson
- 2019 : The Professor and the Madman de Farhad Safinia
- 2024 : Flight Risk de Mel Gibson

### Comme acteur
- 1994 : Ludwig van B. (Immortal Beloved) : Artillery captain

## Distinctions
- Oscar du meilleur film en 1995 pour Braveheart.